# Brick by Brick
Albums de Iggy Pop
Instinct
(1988) American Caesar
(1993)
Singles
1. Livin' On the Edge of the Night
Sortie : février 1990
2. Home
Sortie : juin 1990
3. Candy
Sortie : septembre 1990

Brick by Brick est le neuvième album studio d'Iggy Pop. Il est sorti en juin 1990 et a été produit par Don Was. Il s'agit de son premier disque pour le label Virgin. La pochette est l'œuvre du dessinateur Charles Burns.

## Historique
Après plusieurs changements de style de musique dans les années 80 (new wave, pop, heavy metal), Iggy Pop entame les années 90 avec un album qui mélange le hard rock (Pussy Power, Buttown, etc.), le rock acoustique (Main Street Eyes, The Undefeated, etc.) et même le reggae (Starry Night). Il s'entoure de très bons musiciens de session américains, tels Kenny Aronoff (drums), Charley Drayton (basse), Waddy Wachtel (guitares) ou le multi-instrumentaliste David Lindley. Pour les chansons plus musclées, Duff McKagan et Slash de Guns N' Roses viennent donner un coup de main. Kate Pierson du groupe The B 52's vient aussi partager le chant sur Candy et John Hiatt celui sur Something Wild, qui est d'ailleurs une de ses compositions.
Cet album est enregistré à Hollywood entre le 15 février et le 23 mars 1990 dans les studios Oceanway et Hollywood Sound.
Il se classe à la 90e place du Billboard 200 aux États-Unis et le single Candy est à ce jour son unique single à entrer dans le top 40 du Billboard Hot 100 en se classant à la 28e place

## Liste des titres
Toutes les chansons sont d'Iggy Pop, sauf indications contraires.
1. Home – 4:00
2. Main Street Eyes – 3:41
3. I Won't Crap Out – 4:02
4. Candy - 4:13
5. Butt Town – 3:34
6. The Undefeated – 5:05
7. Moonlight Lady – 3:30
8. Something Wild (John Hiatt) – 4:01
9. Neon Forest – 7:05
10. Starry Night – 4:05
11. Pussy Power – 2:47
12. My Baby Wants to Rock and Roll (Pop, Slash) – 4:46
13. Brick by Brick – 3:30
14. Livin' on the Edge of the Night (Jay Rifkin) – 3:07

## Musiciens
- Iggy Pop : chant, guitare électrique et acoustique
- Waddy Wachtel : guitare électrique et acoustique (2), guitare électrique (4, 6, 8, 9), guitare acoustique (5, 13)
- Charley Drayton : basse (2, 3, 4, 6, 8, 9, 10)
- Duff McKagan : basse (1, 5, 11, 12)
- Chuck Domanico: basse acoustique sur Moonlight Lady
- Slash : guitare (1, 5, 11, 12)
- Jamie Muhoberac : claviers (2, 3, 4, 7, 9, 12, 13), piano (6), orgue (10)
- Kenny Aronoff : batterie
- David Lindley : violon, mandoline (2), guitare slide (3, 10), bouzouki (3, 7), guitare électrique (10), saxophone (12)
- David McMurray: saxophone sur Neon Forrest
- Kate Pierson: chant sur Candy
- John Hiatt: chant sur Something Wild
- Alex Brown: chœurs sur Pussy Power
- The Leeching Delinquents: chœurs sur The Undefeated
- Sir Harry Bowens, Sweet Pea, Donald Ray Mitchell: chœurs sur Neon Forrest et Starry Night

## Charts
Charts album
| Pays        | Durée du classement | Meilleur classement |
| ----------- | ------------------- | ------------------- |
| Allemagne   | 10 semaines         | 34e                 |
| États-Unis  | 37 semaines         | 90e                 |
| Canada      | 4 semaines          | 83e                 |
| Norvège     | 3 semaines          | 19e                 |
| Pays-Bas    | 13 semaines         | 43e                 |
| Royaume-Uni | 2 semaines          | 50e                 |
| Suède       | 4 semaines          | 13e                 |
| Suisse      | 3 semaines          | 35e                 |

Charts singles
| Année | Single                          | Chart                  | Durée du classement | Position |
| ----- | ------------------------------- | ---------------------- | ------------------- | -------- |
| 1989  | Livin' On the Edge of the Night | Alternative Songs      | 4 semaines          | 16e      |
| 1990  | Livin' On the Edge of the Night | UK Singles Chart       | 4 semaines          | 51e      |
| 1990  | Livin' On the Edge of the Night | Mega Top 50            | 6 semaines          | 47e      |
| 1990  | Home                            | Mainstream Rock Tracks | 5 semaines          | 46e      |
| 1990  | Home                            | Alternative Songs      | 10 semaines         | 2e       |
| 1990  | Home                            | UK Singles Chart       | 3 semaines          | 84e      |
| 1990  | Candy                           | Hot 100                | 15 semaines         | 28e      |
| 1990  | Candy                           | Mainstream Rock Tracks | 16 semaines         | 30e      |
| 1990  | Candy                           | Alternative Songs      | 17 semaines         | 5e       |
| 1990  | Candy                           | UK Singles Chart       | 3 semaines          | 67e      |
| 1990  | Candy                           | ARIA Charts            | 18 semaines         | 9e       |
| 1990  | Candy                           | (V) Ultratop           | 9 semaines          | 10e      |
| 1990  | Candy                           | RMNZ Singles Top40     | 2 semaines          | 39e      |
| 1990  | Candy                           | Mega Top 50            | 13 semaines         | 7e       |